# 拉氏吸口魚
拉氏吸口魚（學名：Moxostoma lachneri），為輻鰭魚綱鯉形目亞口魚科的其中一種，為溫帶淡水魚，分布於北美洲美國喬治亞州與阿拉巴馬州的阿帕拉契科拉河流域，體長可達44公分，棲息在岩石底質的中小型河川急流，生活習性不明。